# SN 2010S
SN 2010S – supernowa typu Ic odkryta 16 stycznia 2010 roku w galaktyce A013904-0037. W momencie odkrycia miała maksymalną jasność 18,40m.